# Joaquín Lacasta España
Joaquín Lacasta España (Alcira, 1878-1952) fue un ingeniero industrial y político español. 
En 1915 era militante del Partido Conservador y fue elegido diputado al Congreso por la provincia de Valencia en sustitución de Francisco Moliner Nicolás, fallecido poco después de tomar posesión del escaño.Durante la Segunda República militó en Unión Republicana y resultó de nuevo elegido a Cortes por la misma circunscripción en las elecciones de 1936, dentro de las listas del Frente Popular. Exiliado en Francia tras el fin de la Guerra Civil Española, se le permitió regresar al final de su vida.